# Maladera ostentatrix
Maladera ostentatrix är en skalbaggsart som beskrevs av Brenske 1899. Maladera ostentatrix ingår i släktet Maladera och familjen Melolonthidae. Inga underarter finns listade i Catalogue of Life.